# Алехно Руслан Федорович
Руслан Федорович Алехно (біл. Руслан Фёдаравіч Аляхно; нар.. 14 жовтня 1981 року, Бобруйськ, Могилевська область, Білоруська РСР, СРСР) — білоруський естрадний співак і композитор, переможець конкурсу «Народний артист» у 2004 році на телеканалі «Росія-1», учасник «Євробачення 2008», переможець третього сезону шоу «Один в один!». Володар ордена «За внесок у розвиток культури Росії».

## Біографія
Народився 14 жовтня 1981 року в Бобруйську. 
Батько Федір Васильович Алехно — військовий. Мати Галина Іванівна Алехно — майстер на швейній фабриці. Молодший брат Юрій Алехно — дизайнер.
У 8 років він вступив до музичної школи і закінчив її по класу «труба і баян». Також під час здобуття музичної освіти оволодів грою на гітарі, роялі та ударних інструментах. З 15 років брав участь у вокальних конкурсах. Після закінчення середньої школи Руслан Алехно вступив до Бобруйського державного автотранспортного коледжу за спеціальністю «Організація перевезень та керування рухом на автотранспорті». Заочно закінчив естрадно-джазовий факультет МДУКМ (Москва). Закінчив школу естрадного співу в Греції. Отримавши диплом про середню спеціальну освіту, був призваний до армії. Відслуживши строкову службу (1,5 року у військах ППО), перевівся на контрактну службу, в «Академічний ансамбль пісні і танцю Збройних Сил Республіки Білорусь», з яким гастролював два з половиною роки країнами Європи.

### Участь у конкурсі Євробачення 2008

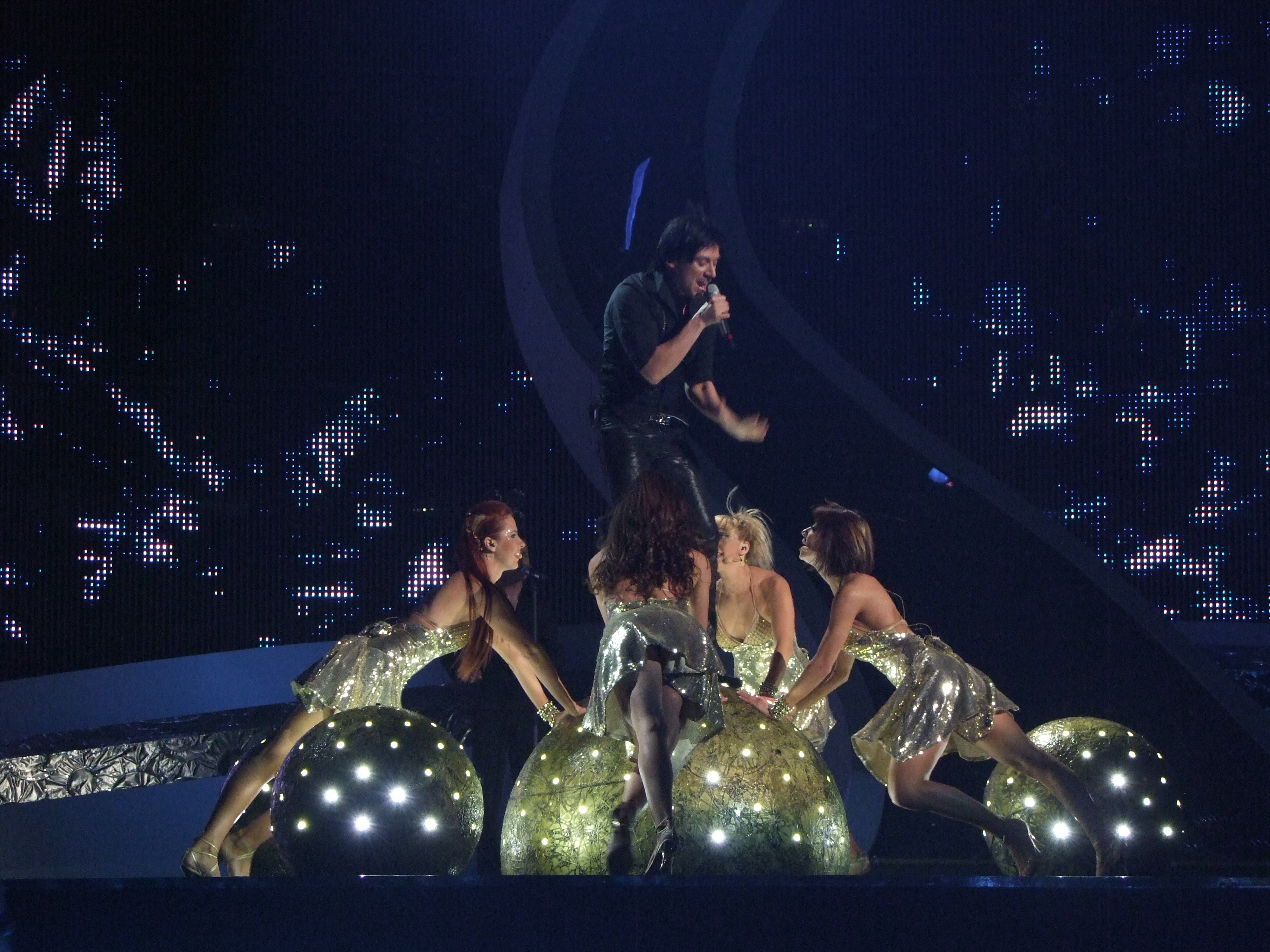
Виступ на «Євробаченні-2008» з піснею Hasta la Vista

У 2008 році Руслан Алехно виграв національний відбірковий тур Єврофест у Мінську і представив Білорусь на конкурсі «Євробачення» в Белграді, Сербія. Алехно виступив у другому півфіналі конкурсу 22 травня 2008 року з піснею Hasta la Vista, але не пройшов до фіналу.

## Творчість
Випустив чотири альбоми. Найбільш відомі пісні — «Незвичайна» (тріо з Олексієм Чумаковим та Олександром Панайотовим), «Аста ла віста», «Не забути», «Кохана», «Серце зі скла» (дует з Валерією).
У 2015 році взяв участь у третьому сезоні шоу «Один в один!». 24 травня за підсумками народного голосування був оголошений переможцем сезону. У 2016 році повторно брав участь у цьому шоу.
У 2021 році став наставником 1-го сезону білоруського вокального проєкту «Х-Фактор».

## Особисте життя
З липня 2009 року по червень 2011 року був одружений з актрисою Іриною Медведєвою.

## Нагороди
- 2000 р. Переможець конкурсу «Віват-Перемога»
- 2001 р. Перша премія на міжнародному конкурсі в Польщі
- 2001 р. Гран-прі Міжнародного конкурсу військово-патріотичної пісні Росії
- 2002 р. Лауреат конкурсу білоруської пісні та поезії
- 2003 р. Друга премія на фестивалі «Золотий шлягер»
- 2003 р. «Чистий голос» фестивалю «На перехрестях Європи»
- 2004 р. Друга премія Міжнародного Фестивалю пісні «Мальви» (Польща)
- 2004 р. Переможець телевізійного конкурсу «Народний артист—2» каналу «Росія».
- 2005 р. Перша премія Всеросійського конкурсу патріотичної пісні
- 2008 р. Представник Республіки Білорусь на конкурсі «Євробачення»
- 2013 р. Міжнародна академія суспільного визнання нагородила Руслана Алехно орденом «За внесок і розвиток культури Росії».
- 2013 р. Лауреат «Пісні року Білорусі».
- 2015 р. Переможець третього сезону «Один в один»[9].

## Дискографія
- «Рано чи пізно» (2005)
- «Hasta la Vista» (2008)
- «Спадщина» (2013)
- «Вибране» (2015)

## Чарти
| Рік  | Назва                                                                                      | Чарти                      | Чарти                        | Чарти                              | Чарти                            | Чарти                              | Чарти                      | Чарти                         |
| Рік  | Назва                                                                                      | СНД (Tophit Общий Топ-100) | Росія (Tophit Росія Топ-100) | Росія (Tophit Московський Топ-100) | Україна (Tophit Україна Топ-100) | Україна (Tophit Київський Топ-100) | Audience Choice TopHit 100 | СНД (Tophit Річний загальний) |
| ---- | ------------------------------------------------------------------------------------------ | -------------------------- | ---------------------------- | ---------------------------------- | -------------------------------- | ---------------------------------- | -------------------------- | ----------------------------- |
| 2004 | «Необыкновенная» (feat. Олександр Панайотов & Олексій Чумаков)                             | 59                         | -                            | -                                  | -                                | -                                  | -                          | -                             |
| 2005 | «Рано или поздно»                                                                          | 98                         | -                            | -                                  | -                                | -                                  | -                          | -                             |
| 2005 | «Новый „Новый Год“» (feat. Олексій Гоман, Олександр Панайотов, Олексій Чумаков & A Sortie) | 17                         | -                            | 27                                 | -                                | -                                  | 27                         | -                             |
| 2006 | «Золотая моя» (feat. Олексій Гоман)                                                        | 95                         | -                            | -                                  | -                                | -                                  | 39                         | -                             |
| 2006 | «Неуловимый Джо»                                                                           | -                          | -                            | -                                  | -                                | -                                  | -                          | -                             |
| 2006 | «Если рядом я и ты»                                                                        | -                          | -                            | -                                  | -                                | -                                  | -                          | -                             |
| 2006 | «Жемчужинка» (feat. Олексій Гоман & Амархуу Борхуу)                                        | -                          | -                            | -                                  | -                                | -                                  | 80                         | -                             |
| 2007 | «Лебеди»                                                                                   | -                          | -                            | -                                  | -                                | -                                  | 51                         | -                             |
| 2007 | «Бегущая по волнам»                                                                        | -                          | -                            | -                                  | -                                | -                                  | 122                        | -                             |
| 2008 | «Hasta La Vista»                                                                           | -                          | -                            | -                                  | -                                | -                                  | 146                        | -                             |
| 2008 | «Небо на игле Адмиралтейства»                                                              | -                          | -                            | -                                  | -                                | -                                  | 122                        | -                             |
| 2008 | «Недотрога»                                                                                | -                          | -                            | -                                  | -                                | -                                  | 75                         | -                             |
| 2011 | «Гори в любви»                                                                             | -                          | -                            | -                                  | -                                | -                                  | 94                         | -                             |
| 2012 | «Оглянись»                                                                                 | -                          | -                            | -                                  | -                                | -                                  | 117                        | -                             |
| 2012 | «Не забыть»                                                                                | -                          | -                            | -                                  | -                                | -                                  | 91                         | -                             |
| 2012 | «Надо подумать» (feat. Ірина Медведєва)                                                    | -                          | -                            | -                                  | -                                | -                                  | 91                         | -                             |
| 2013 | «Сердце из стекла» (feat. Ірина Медведєва)                                                 | -                          | -                            | -                                  | -                                | -                                  | 6                          | -                             |
| 2013 | «Любимая»                                                                                  | -                          | -                            | -                                  | -                                | -                                  | 48                         | -                             |
| 2014 | «Сердце из стекла» (feat. Валерія)                                                         | 100                        | -                            | -                                  | -                                | -                                  | 27                         | -                             |